# Izrek o povprečni vrednosti
Izrèk o povpréčni vrédnosti (tudi Lagrangeev izrèk ali izrèk o kônčnem prirástku fúnkcije) je v matematični analizi izrek, ki pravi, da v danem odseku gladke krivulje obstaja točka, v kateri je odvod (nagib) krivulje enak »povprečnemu« odvodu intervala. Izrek se uporablja pri dokazovanju izrekov, ki obravnavajo funkcije na intervalu.
Povprečna vrednost integrabilne funkcije na intervalu {\displaystyle [a,b]} je število:
{\displaystyle P={\frac {1}{b-a}}\int _{a}^{b}f(x)\,dx.}
Izrek lahko razumemo tudi s pomočjo gibanja. Če avtomobil prepotuje v eni uri 100 km in je njegova povprečna hitrost enaka 100 km/h, potem je morala biti v nekem trenutku njegova trenutna hitrost enaka natanko 100 km/h.
Izrek je prvi razvil Joseph-Louis de Lagrange in se imenuje tudi po njem. 

## Formalna izjava
Naj je funkcija {\displaystyle y=f(x)} v zaprtem intervalu {\displaystyle [a,b]} zvezna in v odprtem intervalu {\displaystyle (a,b)} odvedljiva. Tedaj obstaja vsaj eno takšno število {\displaystyle \xi } med a in b, da je:
{\displaystyle {f(b)-f(a) \over b-a}=f'(\xi )\qquad a<\xi <b\;.}
Če pišemo drugače, {\displaystyle b=a+h} in označimo s {\displaystyle \vartheta } število med 0 in 1:
{\displaystyle f(a+h)=f(a)+hf'(a+\vartheta h)\qquad 0<\vartheta <1\;.}
Posplošitev Lagrangeevega izreka je Taylorjev izrek.